# Walk (álbum)
Walk es el sexto álbum de estudio de la subunidad de NCT, NCT 127. Fue lanzado el 15 de julio de 2024 por SM Entertainment y Kakao Entertainment. El álbum contiene un total de 11 canciones.
Este es el último álbum en el que se incluye a Taeil, quien fue expulsado del grupo un mes después de su lanzamiento.

## Antecedentes y lanzamiento
El 13 de junio de 2024, SM Entertainment anunció que NCT 127 se estaba preparando para lanzar su sexto álbum de estudio en julio. El 24 de julio, NCT 127 oficialmente anunció el título y la fecha de lanzamiento de su álbum Walk y su sencillo principal del mismo nombre. El 1 de julio, el título de las 11 canciones del álbum fueron reveladas, junto con una miniserie de 3 capítulos titulada The Time Walk publicada en las redes sociales. El 8 y 11 de julio, NCT 127 lanzó los videos musicales para "Intro: Wall to Wall" y "Meaning of Love". El álbum se lanzó finalmente el 15 de julio de 2024.

## Promoción
El grupo abrió una tienda con temática de Walk en Seúl, la cual estuvo disponible desde el 16 hasta el 28 de julio de 2024. Además, se presentó contenido especial para el álbum en la plataforma de música Melon como parte de su servicio Melon Spotlight el día después del lanzamiento del álbum.

## Lista de canciones
| Walk  |                                                   |                                              | |          |  |
| N.º   | Título                                            | Letras                                       | Música | Duración |  |
| 1.    | «Intro: Wall to Wall»                             | Wutan                                        | Christopher Aaron Johnson, Mark Benedicto                                                                                              | 2:31     |  |
| 2.    | «Walk (삐그덕)»                                   | Wutan                                        | Landon Sears, Manifest, L8kshor, Jonathan Hoskins, MZMC                                                                                | 3:11     |  |
| 3.    | «No Clue»                                         | Lee Hye-yum (Jam Factory)                    | Mike Daley, Mitchell Owens, Sara Forsberg, Wilbart "Vedo" McCoy III, Adrian McKinnon, Jeremy "Tay" Jasper, Michael "TruPopGod" Jiminez | 3:13     |  |
| 4.    | «Orange Seoul (오렌지색 물감)»                    | Wutan                                        | Humbler, Andrew Choi Humbler, San Yoon                                                                                                 | 3:26     |  |
| 5.    | «Pricey»                                          | Yoo Jae-eun (Jam Factory)                    | Patrick "J. Que" Smith, Dewain Whitmore Jr, Grant Boutin                                                                               | 2:58     |  |
| 6.    | «Time Capsule»                                    | Cho In-ho (Lalala Studio)                    | Alex Wilke, Jake Miller, Jack Samson                                                                                                   | 2:56     |  |
| 7.    | «Can't Help Myself (영화처럼)»                    | Kenzie                                       | Kenzie, Peter Wallevik, Daniel Davidsen, Ben Samama, David Arkwright                                                                   | 3:05     |  |
| 8.    | «Rain Drop»                                       | Jung Il-li (Jam Factory)                     | Ninos Hanna, CX Lucas, Adam Ben Yahia, Justin Starling                                                                                 | 2:55     |  |
| 9.    | «Gas»                                             | Wutan                                        | Anthony Russo, Kami, Kyle Buckley, Charles Roberts Nelsen, MZMC                                                                        | 3:22     |  |
| 10.   | «Suddenly (서서히)»                               | Moon Yu-wol (153/Joombas) Zaya (153/Joombas) | TruGent, Ronnie Icon, Ryan Curtis | 2:57     |  |
| 11.   | «Meaning of Love (사랑한다는 말의 뜻을 알아가자)» | Demian                                       | No2zcat, Sutt, Demian, Kim Ji-seop, U1                                                                                                 | 2:47     |  |
| 33:21 |                                                   |                                              | |          |  |